# Gunjan Saxena
Gunjan Saxena (Lucknow, 1975) è un'aviatrice e militare indiana.

## Biografia
Arruolatasi nel 1994 nel Bhāratīya Vāyu Senā fu una delle prime sei donne a diplomarsi all'Accademia aeronautica nel 1996. Ufficiale pilota di elicotteri dell'Air force indiana, partecipò alla guerra indo-pakistana in Kargil nel 1999, dove fu la prima donna indiana a volare in zona di combattimento, prendendo parte a circa 40 missioni di volo.
Dopo otto anni di servizio attivo è stata congedata nel 2004, non essendo previsti all'epoca posti in servizio permanente effettivo per le donne nell'aeronautica militare indiana.

## Cultura di massa
Il film del 2020 è ispirato alla sua vita nella carriera militare: Gunjan Saxena: The Kargil Girl.